# Экарма
Экарма (айнск. Экарма; яп. 越渇磨島 экарума-то; на российской карте 1745 года — Нерпич) — остров северной группы Большой гряды Курильских островов. С точки зрения геологии, представляет собой надводную часть одноимённого вулкана. Административно входит в Северо-Курильский городской округ Сахалинской области. Согласно одной версии, этимология названия острова не вполне ясна.  Согласно другой версии, айнское название Экарма состоит из двух слов экАр — «рядом», «около» и ма — «небольшой кусок земли», «небольшой остров». Версия представляется логичной ввиду небольших размеров острова Экарма и его недалёкого отстояния (в 8 км к северо-западу) от более крупного острова Шиашкотан.

## История и археология
В настоящее время необитаем, хотя в 2007 году между мысами Лютый и Моховой было обнаружено два древних поселения, получивших условные название Экарма-1 и Экарма-2, предположительно относящиеся к охотской культуре раннего железного века.
Древнее поселение Экарма-1 располагалось на 30-метровой приморской террасе в устье ручья и насчитывало 7 жилищ. Здесь были также обнаружены орудия труда из кремня. Экарма-2 располагалось на 20-метровой морской террасе и насчитывало 19 древних жилищ.

### В Российской Империи
По материалам съёмок Южного отряда Второй Камчатской экспедиции под руководством Мартына Шпанберга в 1738—1739 годах остров Экарма показан на «Генеральной карте Российской Империи» в Академическом атласе 1745 года под русским названием Нерпичий (в дальнейшем не сохранилось).
В 1760-х посланник камчатской администрации сотник Иван Чёрный заложил традицию порядкового исчисления островов и кучно расположенных субархипелагов Курильской гряды от Камчатки до Японии. Поэтому во времена гидрографических описаний конца 18 — начала 19 века остров также имел номерное обозначение в составе Курильской гряды — Восьмой.
Остров описан под названием Икарма или Егарма у Г.И. Шелихова в его «Путешествии г. Шелехова с 1783 по 1790 год из Охотска по Восточному Океану к Американским берегам...»:

Икарма или Егарма. От сего острова до предъидущего расстояния около 12 верст; в длину имеет он около 8 верст. На нем есть сопка, которая горит временно; берега его инде каменисты, а в другом месте песчаны; на каменистых видны серные источники, а к песчаным можно приставать лодками. Ни озер, ни речек на сем острове не находится, кроме одних источин; ростет коренье: упег, сарана, кутагарник, сладкая трава, шеламойник; лес мелкой кедровой, ольховник, тальник, и рябинник: птицы водятся гуси, чайки, а по утесам глупыши, топорки; звери нерпы только и бобры, и то в малом количестве.
Симодский трактат 1855 года официально сделал остров владением Российской империи. Однако Петербургский договор 1875 года передал его во владение Японии.

### В составе Японии
В 1875—1945 гг принадлежал Японии.
Согласно административно-территориальному делению Японии остров стал относиться к уезду (гуну) Шумшу (Сюмусю в японском произношении), который охватывал не только сам Шумшу, но и все близлежащие Курильские острова до Шиашкотана и Мусира на юге включительно. Уезд в свою очередь входил с 1876 по 1882 год в состав провинции Тисима под управлением Комиссии по колонизации Хоккайдо; с 1882 до 1886 года — в состав префектуры Нэмуро, после — префектуры Хоккайдо.

### В составе СССР/РСФСР-России
В 1945 году по итогам Второй мировой войны перешел под юрисдикцию СССР.
2 февраля 1946 года включён в состав Южно-Сахалинской области.
2 января 1947 года включён в состав Сахалинской области РСФСР.
С 1991 года в составе России, как страны-правопреемницы СССР.

### Особая позиция Японии по территориальной принадлежности острова
Используя в территориальном споре с Россией фактор Сан-Францисского мирного договора 1951 года, который не был подписан СССР, японское правительство, тем не менее, опирается на те варианты толкований договоренностей между союзниками — СССР, США, Великобританией и Китаем — которые подкрепляют японскую позицию. В частности, поскольку в Сан-Францисском договоре не оговаривается, в пользу какого государства Япония отказывается от своих прав на Курилы, принадлежность острова, по мнению японского правительства, до сих пор не определена, а за Россией признаётся лишь «фактический контроль».

## Достопримечательности
Вблизи поселения Экарма-2 имеется памятный камень, установленный участниками советской экспедиции по Курильским островам в 1946 году.

## География и геология
Остров окружён шестью соседними островами. Из-за отстояния острова к западу от основной оси Большой Курильской гряды относится вулканологами к её западной зоне. В 29 км западнее Экармы расположен остров Чиринкотан (также относится к западной зоне).
К северо-востоку расположены острова Харимкотан в 38 км и Онекотан в 57 км. Одноимённый пролив Экарма отделяет остров от более крупного острова Шиашкотан, расположенного в 8 км юго-восточнее. В 41 км южнее расположен остров Каменные Ловушки. В 84 км юго-западнее находится остров Райкоке.
Площадь 32,01 км². Остров представляет собой надводную часть вулкана Экарма (1170 м), имеет прямоугольную форму, по параллели около 8 км, меридионально — около 5 км. Горячие серные источники. Западная, охотоморская часть острова между мысами Шпилевой и Безводный состоит из крутых туфовых и лавовых склонов, лишённыx водотоков. На острове выделяют 19 ландшафтных контуров.
Последнее извержние было зафиксировано в мае 1980 года. Тогда за ним наблюдали с морского судна, отметив что в воздух на высоту 1 км поднимались продукты извержения.

## Флора и фауна
Уровень флористического богатства острова невысок из-за его удалённости от континента: здесь учтено менее 100 видов высших сосудистых растений (для сравнения, на Кунашире их 1067). Вдоль побережья луговая травянистая растительность с редкими кустами ольхи. Растёт ягода водяника. Вокруг острова заросли морской капусты, водится сивуч (лежбище на северо-восточном мысу острова). Гнездятся птицы: глупыши, топорки, чайки, сапсан. Из редких птиц 13 августа 2002 года на острове был замечен американский пепельный улит.